# Fidiobia rugosifrons
Fidiobia rugosifrons är en stekelart som beskrevs av Crawford 1916. Fidiobia rugosifrons ingår i släktet Fidiobia och familjen gallmyggesteklar. Arten är reproducerande i Sverige. Inga underarter finns listade i Catalogue of Life.